# Orhan Kemal
Orhan Kemal, eigentlich Mehmet Raşit Öğütçü (* 15. September 1914 in Ceyhan,  Provinz Adana; † 2. Juni 1970 in Sofia), war ein türkischer Schriftsteller.

## Leben
Kemal wurde 1914 als Sohn des Parlamentsabgeordneten Abdülkadir Kemali Öğütçü in Ceyhan geboren. Noch während seiner Schulzeit musste er mit seinem Vater aus politischen Gründen nach Syrien fliehen. 1932 kehrte er nach Adana zurück, wo er als Arbeiter seinen Lebensunterhalt verdiente. Während seiner Militärzeit wurde er wiederum aus politischen Gründen zu fünf Jahren Gefängnis verurteilt. In der Haft im Gefängnis von Bursa lernte er den Schriftsteller Nazım Hikmet kennen, der einen starken Einfluss auf seinen weiteren Lebenslauf hatte. Nach der Haftentlassung 1943 ging er 1950 nach Istanbul, wo er wieder in verschiedenen Berufen arbeitete. Seit 1951 war er ausschließlich als Schriftsteller tätig. 
Unter dem Einfluss Hikmets veröffentlichte er zunächst unter verschiedenen Pseudonymen Gedichte, ab 1941 auch Prosa. Seit 1942 schrieb er unter dem Namen Orhan Kemal. Die erste Sammlung von Kurzgeschichten wurde 1949 unter dem Namen Ekmek Kavgası (Brot-Kampf) veröffentlicht, im selben Jahr auch sein erster Roman Baba Evi (Vater-Haus). Später schrieb er auch Drehbücher und ein Theaterstück namens İspinozlar. In all seinen Werken spielen das Leben der einfachen Leute und ihr Kampf um den Lebensunterhalt eine zentrale Rolle. Kemal bekannte sich zeitlebens zum Marxismus.
Für sein Werk Kardeş Payı (Geschwister-Anteil) erhielt er 1957 den Sait-Faik-Literaturpreis und diesen wiederum 1969 für Önce Ekmek (Zuerst Brot), für das er auch den Preis der Türkischen Sprachgesellschaft bekam. 
Nach seinem Tod 1970 in Bulgarien wurde sein Leichnam in die Türkei überführt und auf dem Friedhof Zincirlikuyu in Istanbul beigesetzt. In der Wohnung in der 30 Akarsu Caddesi im Stadtteil Cihangir in Istanbul ist ein Museum für Kemal eingerichtet.

## Romane
- Baba Evi, 1949, Epsilon Verlag 2005 ISBN 978-9753317177
- Avare Yıllar, 1950
- Murtaza, 1952, deutsch Murtaza oder Das Pflichtbewusstsein des kleinen Mannes. Verlag Auf dem Ruffel 2008, ISBN 978-3933847249
- Cemile, 1952
- Bereketli Topraklar Üzerinde, 1954
- Suçlu, 1957
- Devlet kuşu, 1958
- Vukuat Var, 1958
- Gavurun kızı, 1959
- Küçücük, 1960
- Dünya Evi, 1960
- El Kızı, 1960
- Hanımın Çiftliği, 1961
- Eskici ve Oğulları, 1962 (Eskici Dükkanı 1970)
- Gurbet Kuşları, 1962
- Sokakların Çocuğu, 1963
- Kanlı Topraklar, 1963
- Bir Filiz Vardı, 1965
- Müfettişler Müfettişi, 1966
- Yalancı Dünya, 1966
- Evlerden Biri, 1966
- Arkadaş Islıkları, 1968
- Sokaklardan Bir Kız, 1968
- Üç Kağıtçı, 1969
- Kötü Yol, 1969
- Kaçak, 1970
- Tersine Dünya, 1986 (postum)

Sein Werk Cemile wurde im Oktober 2004 mit 110.000 Exemplaren neu aufgelegt.

## Verfilmungen
- 1980: Das fruchtbare Land (Bereketli Topraklar Üzerinde)
- 1985: Der Wächter Murtaza